# Candida ghanaensis
Candida ghanaensis är en svampart som beskrevs av Kurtzman 2001. Candida ghanaensis ingår i släktet Candida, ordningen Saccharomycetales, klassen Saccharomycetes, divisionen sporsäcksvampar och riket svampar.   Inga underarter finns listade i Catalogue of Life.